# Altana
Altana AG er en tysk kemivirksomhed med hovedkvarter i Wesel. Den blev etableret i 1977 ved et spin-off fra Varta Group.
Den består af divisionerne BYK (overfladeadditiver), Eckart (metalpigment og metalprinting blæk), Elantas (isoleringsmaterialer til elektronik) og Actega (overfladebehandling og forsegling til emballageindustrien).
Altana Group har 48 fabrikker og 63 laboratorier. I 2022 havde de 7.000 ansatte og en omsætning på over 3 mia. euro.